# Paolo Consorti

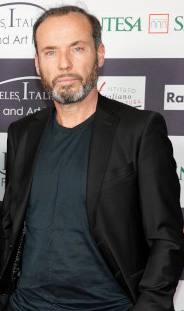
Paolo Consorti nel 2020 a Los Angeles

Paolo Consorti (San Benedetto del Tronto, 9 agosto 1964) è un artista, sceneggiatore e regista italiano.

## Biografia
Con una formazione tutta artistica, Liceo  e Accademia di Belle Arti, esordisce nel '91 con una mostra personale al Palazzo Ducale di Urbino. Nel 1992 il filosofo Hans-Georg Gadamer scrive un testo sulla sua arte. Hanno scritto testi monografici sul suo lavoro artistico anche Antonio Arévalo, Luca Beatrice, Andrea Bruciati, Lorenzo Canova, Giusy Caroppo, Valerio Deho, Floriano De Santi, Flaminio Gualdoni, Domenico Guzzi, Gianluca Marziani, Piero Melograni, Pierre Restany, Gabriele Simongini e Marisa Vescovo. Nel 2004 è inserito nell'Enciclopedia Zanichelli dell'Arte, e nel 2008 nella Top 100 di Flash Art sulla giovane arte italiana. Nel 2011 è invitato alla 54ª Biennale Internazionale d’Arte di Venezia. Nel 2013 realizza il suo primo lungometraggio Il sole dei cattivi che vince il premio come miglior film al Terni Film Festival. È sposato con la critica e storica dell'Arte Gloria Gradassi ed è padre di due figli:  Chiara e Carlo Maria Consorti.

## Opera
Realizza opere pittoriche e lungometraggi cinematografici, dei quali è autore e regista. In molti progetti, la pratica pittorica si contamina con l'immagine filmica ed elettronica. Ha realizzato anche performance, video d'arte e docufilm.

## Principali esposizioni
Nel 1996 partecipa alla XII Quadriennale di Roma (Ultime generazioni). Nel 2003 è invitato alla Biennale di Praga. Nel 2004 partecipa nuovamente alla XIV Quadriennale (Anteprima Torino).  Nel 2008 è invitato alla prima Biennale di Mosca (Young art). Nel 2011 partecipa alla 54ª Biennale Internazionale d'Arte di Venezia (4 giugno–27 novembre), a cura di Bice Curiger, dove presenta la prima performance della serie Rebellio Patroni, in cui Elio, “Stefano Belisari” di Elio e le Storie Tese, veste i panni di San Francesco e provoca i visitatori sul senso dell'arte e delle opere esposte. A questa performance, promossa da Vittorio Sgarbi, ne seguiranno altre che avranno come protagonisti i santi patroni di alcune delle maggiori città italiane, impegnati con ironia su temi di attualità. A Napoli al Museo Madre nel 2011 Giobbe Covatta ha interpretato San Gennaro che in una suggestiva processione per le vie della città raccoglie immondizia, e nel 2012, in occasione della personale a Palazzo Reale di Milano, di fronte al Duomo, Luca Mangoni ha interpretato Sant'Ambrogio. Queste tre performance diventeranno un documentario prodotto da RAI Magazzini Einstein. L'ultima performance si è svolta a Bari nel 2014 in occasione della personale al Teatro Margherita con un San Nicola interpretato da Alessio Giannone, in arte Pinuccio, star di YouTube. Il lavoro sui patroni, sviluppato in maniera multiforme, con opere pittoriche, installazioni e performance, mescola linguaggi distanti, fondendo la compostezza dell'iconografia religiosa con la comunicazione irriverente dei personaggi coinvolti che hanno sempre creato una relazione forte con il pubblico, testimone e co-protagonista delle azioni nelle città. Questa propensione al mescolamento dei linguaggi ha sempre caratterizzato il lavoro di Paolo Consorti, riconosciuto come uno dei primi artisti ad utilizzare le tecnologie digitali integrate con la pittura. Dai primi anni '90 ha esposto in mostre personali a Roma, Melbourne, Berlino, Amsterdam, Milano, Minneapolis, Amburgo, New York, Marshall e Tokyo, in spazi pubblici e gallerie private. Ha partecipato alla I Prague Biennale del 2003, successivamente alla I Moscow International Biennale for Young Art, due volte alla Quadriennale Nazionale d’arte, ha esposto in occasione delle Olimpiadi presso il China and the world Olimpic Fine Arts Museum di Pechino. Nel 2018 è invitato al Premio Marche; nello stesso anno espone al Museo Macro di Roma.

## Video, Film e performance
Nel 2009 realizza per il Comune di Assisi un videopresepio, un grande affresco elettronico sul tema della natività proiettato sulla pubblica piazza. Nel 2010 crea alcuni videoclip per l'edizione italiana di XFactor. Nel 2011 crea Rebellio Patroni un'opera multiforme e in progress che consiste in una serie di performance in cui i santi protettori delle città italiane intervengono con azioni paradossali nel presente. Piero Melograni ha scritto su questo progetto di Consorti sottolineando una forma surreale di impegno in cui l'arte si confronta con la realtà attraverso il ricorso all'iconografia dei santi. Realizza nel 2013 il suo primo lungometraggio "Il sole dei cattivi", girato a Grottammare e Larino durante le rappresentazioni sacre del presepe vivente e della passione vivente. I protagonisti sono Luca Lionello e Nino Frassica, con la partecipazione di Nichi Vendola e Stefano Belisari. Le musiche sono di Sergio Cammariere, Elio e le storie tese e Gerardo Casiello. Nel 2014 gira "Figli di Maam" presso il Museo Maam di Roma, con Luca Lionello, Alessandro Haber, Federico Rosati e Franco Nero, con la partecipazione di Michelangelo Pistoletto. Nel 2019 dirige il film "Havana Kyrie" con il contributo del MIBACT, girato tra Pesaro e Cuba e che vede come protagonista Franco Nero. Tra gli interpreti, Ron Perlman, Jorge Perugorria, Jacqueline Arenal, Kriemhild Siegel e Andros Perugorria, visibile su Rai Play. Nel 2021 esce su Prime Video il film girato a quattro mani con Guido Morra, con un cast quasi interamente partenopeo, con Ernesto Mahieux, Giovanni Esposito, Giobbe Covatta, Randall Paul, Susy Del Giudice, Rosaria De Cicco, Massimo De Matteo, Giovanni Allocca, in un set suggestivo come la Reggia di Caserta. Realizza inoltre un Video per il Cinquecentenario di Papa Sisto V, girato a Montalto delle Marche e presentato al Salone del libro di Torino dalla Regione Marche, con Ivano Marescotti, accompagnato ancora dal canto di Elio delle Storie tese. Continua il lavoro cinematografico con il lungometraggio "Acqua alle corde", con Cristiano Caldironi, Enzo Iacchetti, Natasha Stefanenko, Giobbe Covatta, Elio e Vito Stefano Bicocchi, seguito dal docufilm "Mammai", prodotto da Rai Sardegna e visibile su Rai Play, in collaborazione con il Museo Man di Nuoro ed il Comune di Osini, nel quale inizia una collaborazione con Paolo Fresu.

## Filmografia
- Dentro le segrete cose, video d'arte (2007)
- Sapore aspro d'amore, video d'arte (2008)
- Free tomorrow, video d'arte (2010)
- Rebellio patroni, docufilm (2011)
- Il sole dei cattivi, lungometraggio (2013)
- Figli di Maam, docufilm (2014)
- Havana Kyrie, lungometraggio (2019)
- Anime borboniche, lungometraggio (2021)
- Giardino cielo terra, cortometraggio (2022)
- Acqua alle corde lungometraggio (2023)
- Mammai, docufilm (2023)

## Premi e riconoscimenti
- Terni Film Festival 2014, Miglior Film per Il sole dei cattivi
- Roma Festival Cinema Patologico 2015, Menzione speciale per Il sole dei cattivi
- Sofia International Film Festival 2015, Menzione speciale per  Figli di Maam
- Social World Film Festival 2015, Menzione speciale per Figli di Maam
- Chicago Indie Film Awards 2020, Miglior Film per Havana Kyrie
- Short Long World Festival Argentina 2020, Miglior Film per Havana Kyrie
- Global Indian Film Festiva 2020, Miglior Film bronzo per Havana Kyrie
- Festival Internazionale del Cinema di Salerno 2020, Miglior Film straniero per Havana Kyrie
- Croffi Film Festival 2020, Menzione speciale per Havana Kyrie
- European Film Festival Madrid 2020, Miglior Film Comedy per Havana Kyrie
- Monaco New Wave Film Festival 2020, Menzione speciale per Havana Kyrie
- Montréal Independent Film Festival 2020,  Menzione speciale per Havana Kyrie
- Festival de Cine Independiente San Antonio 2021, Miglior Film per Havana Kyrie
- Cortodino Film Festival 2021, Migliore regia per Havana Kyrie
- Terni Film Festival 2021, Migliore sceneggiatura per Anime borboniche
- Safiter Film Festival 2021. Migliore regia per Anime borboniche
- Magna Graecia Film Festival 2022, Premio speciale Film d'autore
- Dekho Film Festival India 2023, Miglior lungometraggio per Acqua alle corde
- Premio Libero Bizzarri Sbt 2023, Premio Carriera
- Rec Film Festival Rimini 2023, Premio speciale per Acqua alle corde
- Italian Comedy Festival Los Angeles 2023, Menzione speciale per Acqua alle corde
- Fabriano Film Fest 2023, Premio speciale Film d'autore
- South Italy International Film Festival 2024, Menzione speciale per Mammai
- Marche in vetrina 2024, Premio Carriera
- Borgo Film Fest Premio Frank Capra 2024, Menzione speciale per Giardino cielo terra

## Selezione pubblicazioni
- Ultime Generazioni, XII Quadriennale Nazionale d'Arte, Palazzo delle Esposizioni,  Roma, Edizioni De Luca,1996
- Gli Archetipi Immaginali nell'Arte Contemporanea, Premio Michetti, Francavilla al Mare, Edizioni Fondazione Michetti, 1997
- AppariAzioni, Edizioni Castelvecchi Arte, Roma, 1999
- Rassegna Internazionale d'Arte G.B.Salvi, Edizioni anniballi, 1999
- Melting Pop, Edizioni Castelvecchi Arte, Roma, 2001
- Ipernatura, Edizioni Stamperia dell'Arancia, 2001
- Fuoriuso, Ex alb.ferrovieri, Pescara, 2002
- Dizionario della Giovane Arte Italiana, Edizioni Giancarlo Politi, Milano, 2003
- Peripheries become center, Prague Biennale 1,  Edizioni Giancarlo Politi, Milano, 2003
- Melting Pop, Palazzo delle Papesse, Siena, Edizioni Silvana, Milano, 2003
- Iperrealisti, a cura di Gianni Mercurio e Walfgang Becker, Chiostro del Bramante, Viviani Editore, Roma 2003
- Biennale Adriatica Arti Nuove, Edizioni Fast Edit, 2004
- Enciclopedia dell'Arte Zanichelli, Edizioni Zanichelli, Bologna, 2004
- Marche Arte, Arte-On Museo d'Arte Contemporanea, Edizioni Tacconi, 2004
- Anteprima, XIV Quadriennale Nazionale d'Arte, Palazzo della Promotrice, Edizioni De Luca, Torino, 2004
- Spazi comuni, reinventare la città, Firenze, Edizioni Bevivino, 2005
- Natura e metamorfosi, Urban Planning Exhibition Center, Shanghai - Millennium Art Museum, Beijing, Edizioni Damiani, Bologna, 2006
- Europäischer monat der fotografie Berlin, Edizioni Kulturprojekte, Berlin, 2006
- Collezione Farnesina - Experimenta, Ministero Affari Esteri, Edizioni Gangemi, Roma, 2008
- In Opera, sulle orme di Matteo Ricci, Palazzo Buonaccorsi, Edizioni Artemisia, 2010
- L'Arte non è cosa nostra. 54th International Art Exhibition of the Venice Biennale, Edizioni Skira, Venezia, 2011
- Rebellio Patroni, Sant'Ambrogio e il piccolo Duomo, Edizioni Silvana, Milano, 2012
- Praestigium Italia, Fondazione Sandretto Re Rebaudengo, Edizioni Fabrica, Torino, 2015
- Maam, Museo dell'altro e dell'altrove, Roma, Edizioni Plan-ed, 2017
- Premio Marche, Biennale d'Arte contemporanea, Edizioni Artemisia, 2018
- Premio Vasto, Opere dalla collezione, Edizioni Martintype, 2020
- Canti di carta, Pinacoteca Civica Fabriano, Edizioni Librati, 2022
- Inventarium, Arca degli Esposti Palermo, Edizioni AdE, 2023